# Méďa Béďa (film, 2010)
Méďa Béďa (v originále Yogi Bear) je americký animovaný film z roku 2010 od režiséra Erica Breviga. Film měl v Americe premiéru 11. prosince 2010 a v Česku měl premiéru 3. února 2011.

## Obsazení
| Dan Aykroyd       | Méďa Béďa           |
| Justin Timberlake | Boo Boo             |
| Anna Faris        | Rachel              |
| Tom Cavanagh      | šéf parku Smith     |
| T. J. Miller      | správce parku Jones |
| Andrew Daly       | starosta Brown      |